# 綜藝3國智
《綜藝3國智》（英語：3 Kingdoms），是臺灣電視公司監製及首播的實境外景節目，主持人為納豆、王少偉、李易、張立東、瑪麗、花花、鯰魚哥、風田、哈孝遠、黃豪平，2020年10月11日於見面會宣布加入新成員威廉，2022年5月14日加入新成員大元，但因為各主持人檔期不同，所以在一些集數會缺席或由其他藝人代班。台視於2016年11月12日首播，2022年9月24日停播。
2022年8月20日報導，因節目遲遲沒反應在電視台的廣告收入上，台視宣布《綜藝3國智》於2022年9月24日播出最後一集。另外在2023年7月21日官方臉書公布《綜藝3國智》將於2023年9月9日限定撥出一集返校日，本集「返校日」賽制，每個關卡挑戰失敗者集合成「蜘蛛人隊」，到了最後關卡都還在該隊的人，就會被「退學」不再回到節目中，讓大家都想卯足全力拚過關，綜藝3國智在2023年9月9日晚間22點臉書預告新節目-《全員請上車》，於2024年1月7日播出。

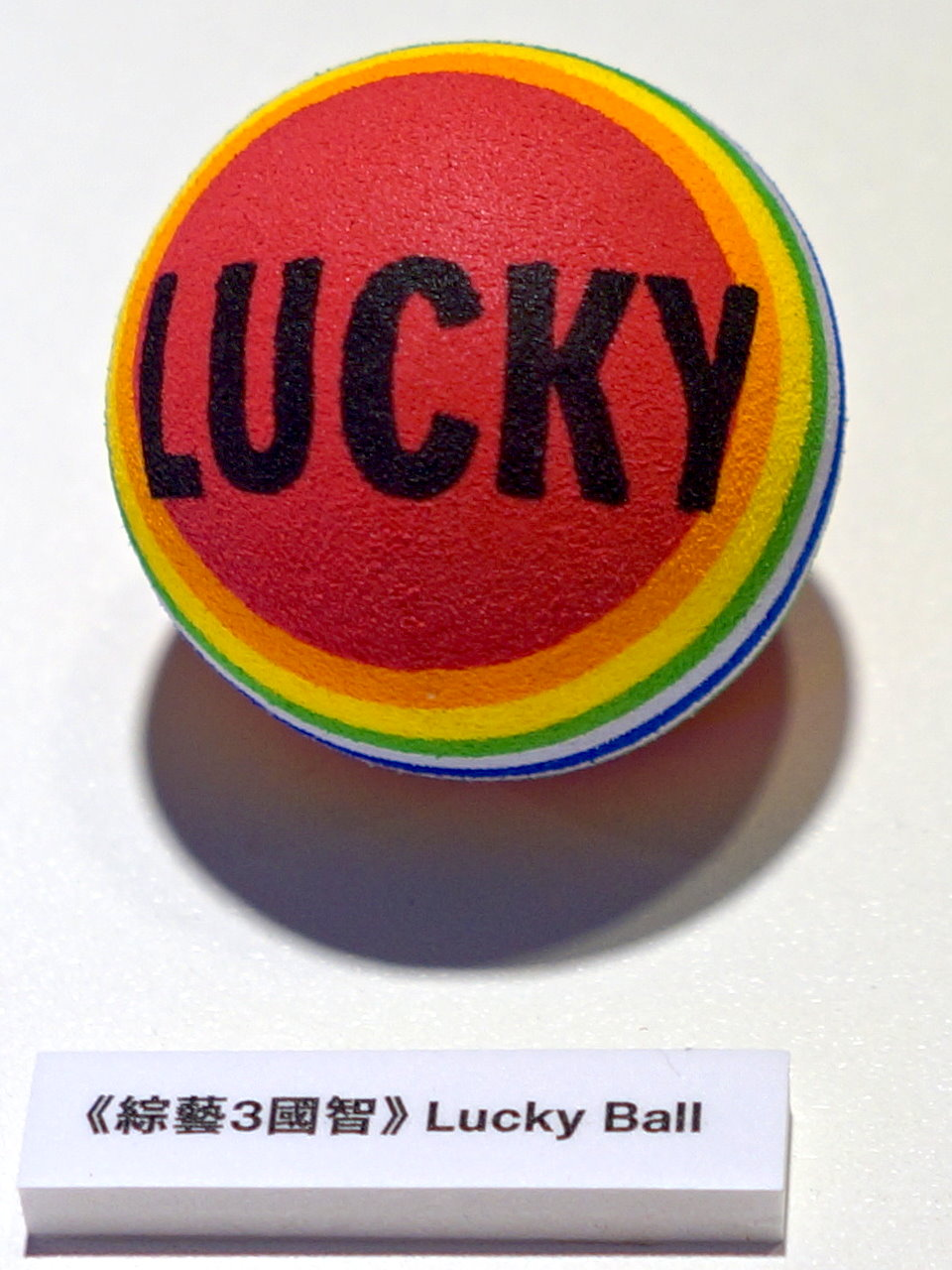
《綜藝3國智》Lucky Ball，台視六十週年特展展示品
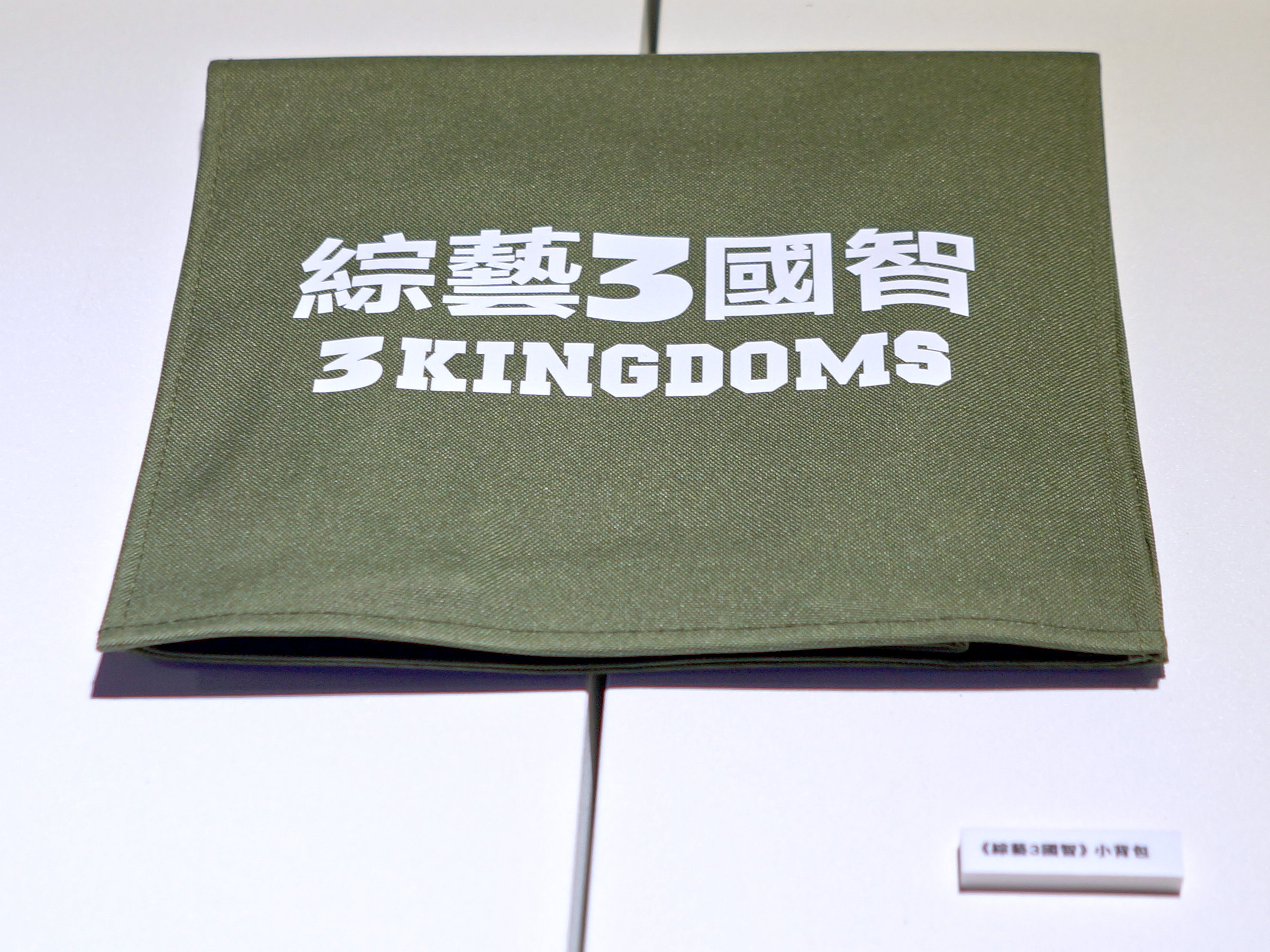
《綜藝3國智》小背包，台視六十週年特展展示品
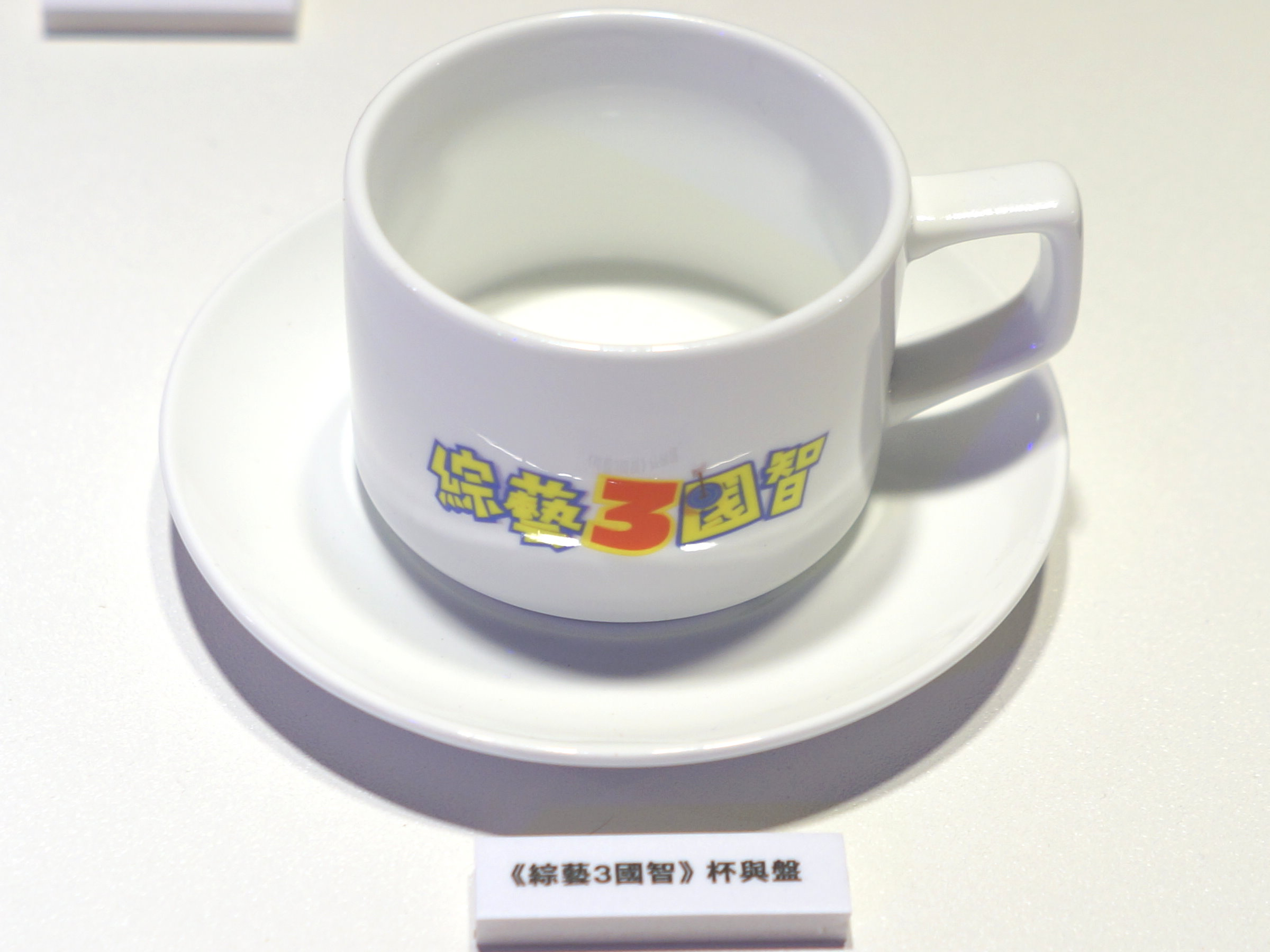
《綜藝3國智》杯盤組，台視六十週年特展展示品

## 主持人
| 姓名                                                                                               | 年齡             | 參與期數／主持日期 (截至第265集)                                | 備註 |
| -------------------------------------------------------------------------------------------------- | ---------------- | --------------------------------------------------------------- | --- |
| 固定成員(以2022年4月6日官方公布的最新海報為準)                                                     |                  |                                                                 | |
| 納豆                                                                                               | 44               | 第1集 2016年11月12日～2022年9月24日                             | 因檔期問題缺席第23、25、43、69、108、117、128、152、178、200集 於第58、74集後段擔任關主 |
| 王少偉                                                                                             | 48               | 第1集 2016年11月12日～2022年9月24日                             | 因感染Covid-19缺席第264、265集 |
| 李易                                                                                               | 42               | 第1集 2016年11月12日～2022年9月24日                             | 因檔期問題缺席第24、30、33、43、52-53、60、75、79、84、86、88、90、92、96、98、101、106、130、155集 於第27、39集後段擔任關主 |
| 張立東                                                                                             | 41               | 第1集 2016年11月12日～2022年9月24日                             | 因檔期問題缺席第14、16、97、104集 因舞台劇演出第75集缺席 於第41、66、159集後段，第115集短暫擔任關主 |
| 瑪麗                                                                                               | 41               | 第1集 2016年11月12日～2022年9月24日                             | 因檔期問題缺席第10、13、17、30、33、35、38、42-43、56、72、79、84、92、97、102、107、109、120-122、129、133、146、152、156、157、161、195、259集 於第83集後段擔任關主 第101、130、163集擔任關主 |
| 花花                                                                                               | 47               | 第1集 2016年11月12日～2022年9月24日                             | 因檔期問題缺席第10、12、20、33-34、48-49、56、62、64、72、77、119、135、146、154集 第139集擔任關主 |
| 鯰魚哥                                                                                             | 37               | 第1集 2016年11月12日～2022年9月24日                             | 第28、57、86、115集扮演女性角色鯰鯰參與遊戲 第266集扮演女性角色鯰藍方參與遊戲 因檔期問題缺席第82、87集 因感染Covid-19缺席第268、269集 |
| 風田                                                                                               | 33               | 第2集 2016年11月19日～2022年9月24日                             | 因檔期問題缺席第1、3、8、9、13-16、19-20、22、24、87、90、93、100-101、106、110-112、114、116、126、129、141、145、151、161、170、187集 因拍攝戲劇缺席第28-40、51-52、58、62、64、67-68、71集 於第96集後段擔任關主                                                                                                  |
| 哈孝遠                                                                                             | 44               | 第8集 2017年1月14日～2022年9月24日                              | 第2、3集為來賓 因拍攝戲劇缺席第42、67、78、80、84、98-103、106、119、122-123、171、175、187集 第94集擔任關主 於第125集後段擔任關主 10月13日官方公布的最新海報中有哈孝遠的名字，故將其列為固定主持 |
| 威廉                                                                                               | 39               | 第190集 2020年11月14日～2022年9月24日                           | 第162、177、186集為來賓 因檔期問題缺席第194、196集 於第189集最後一關驚喜出演並宣布加入主持群 於2020年10月11日見面會上正式向觀眾宣布威廉加入，故將其列為固定主持 |
| 大元 (Popu Lady)                                                                                   | 35               | 第262集 2022年5月14日～2022年9月24日                            | 於第262集最後一關驚喜出演並宣布加入主持群 |
| 黃豪平                                                                                             | 36               | 第99集 2018年12月15日～2022年9月24日                            | 於10月31日第99集起成為關主 第93集為來賓 因檔期問題缺席第101、109、130、139、149、159、163集 於第115、125集後段參與遊戲 2019年4月11日官方臉書公布的最新抽獎宣傳中有黃豪平的名字，故將其列為固定主持 |
| 客席固定成員 (註:曾經在一段時間為固定成員，并擁有專屬制服者，及後表定為來賓，但不會為其作開場介紹) |                  |                                                                 | |
| 米可白                                                                                             | 39               | 第17集至第43集 第67集 2017年4月1日至 2017年10月7日 2018年4月7日 | 第13、15、67期為來賓，第二季起接替LuLu的位置 缺席第20、22-23、26、29、34、36-37、41集 於第43集後段擔任關主 並於第44集之後便無再出現在節目當中 2017年10月13日官方公布的最新海報中已無米可白的名字 於第64集起重新以來賓身份出演                                                                                       |
| 趙正平                                                                                             | 57               | 第33集 2017年7月29日                                            | 第22、24期為來賓 由於第三季起經常出現列為固定來賓 第四季的第61期中節目已將其列入主持人加薪排行，故將其列為固定主持 於第69集起從新穿起代表來賓的巨星制服 於第36、38、40集後段擔任關主 於第96集擔任關主 |
| 黃鴻升                                                                                             | 36（逝世時年齡） | 第62集 2018年3月3日至2020年9月16日                              | 第62期為來賓 第80、82、83、84期為固定成員 在第80集時穿起有名字的制服 8月11日粉絲見面會中的最新海報中有黃鴻升的名字，故將其列為固定主持 新聞已證實於本節目身份為來賓，非主持人，且確定加入其他同質性節目主持 于2020年9月16日逝世 （页面存档备份，存于）                                                              |
| 已離開的成員                                                                                       |                  |                                                                 | |
| 李李仁                                                                                             | 51               | 第1集至第25集 2016年11月12日至 2017年5月27日                    | 因檔期問題缺席第12、22集 因拍攝戲劇自第26集起便無再出現在節目中 2017年10月13日官方公布的最新海報中已無李李仁的名字 |
| LuLu                                                                                               | 34               | 第1集至第16集 2016年11月12日至 2017年3月25日                    | 因檔期問題缺席第10、13、15集 第二季起便無再出現在節目中（官方並未給予確切原因） 並於第43集起，因主持其他同時段節目，故再次確認不會再回歸主持。 2017年10月13日官方公布的最新海報中已無LuLu的名字 |
| SpeXial-明杰                                                                                         | 32               | 第1集至第39集 2016年11月12日至 2017年9月9日                     | 因檔期問題缺席第8-9、14、16-21集 因拍攝戲劇缺席第23-38集 並於第40集之後便無再出現在節目當中 10月13日官方公布的最新海報中已無明的名字 |
| SpeXial-Evan                                                                                       | 32               | 第1集 2016年11月12日                                            | 因第一集蜀國抽到斬將令牌，故暫時出局，賽制改變後多次尚未出現在節目當中，故再次確認不會再回歸主持。 2017年10月13日官方公布的最新海報中已無Evan的名字 |
| 大根                                                                                               | 32               | 第1集至第98集 2016年11月12日至2018年12月8日                     | 固定關主 因檔期問題缺席第2、20、37、96集 於第27、36、38-41、43、48、58、66、74、83集後段參與遊戲 於第91、94集擔任參賽者 2019年4月11日官方臉書公布的最新抽獎宣傳中已無大根的名字 |
| Teddy                                                                                              | 31               | 第1集至第230集 2016年11月12日至2021年9月11日                    | 因檔期問題缺席第2-7、10-12、17-18、20-21、23-27、79、82-84、86、89-103、105-106、108-109、112-115、132、141、161、170、173、176、179、190、195、197、198、199、201集 因拍攝戲劇缺席第39、41-42、44、46-47、50-51、54-55、57-59、61、63-64集 第159集前段擔任關主 2022年4月6日官方臉書公布的最新海報中已無Teddy的名字 |

## 國家分組(僅適用於第一、二季)
| 國家 | 城池數量 | 主公   | 武將   | 美人         | 智將         | 巨星(來賓)                                                                |
| ---- | -------- | ------ | ------ | ------------ | ------------ | ------------------------------------------------------------------------- |
| 魏國 | 4        | 納豆   | 李易   | LuLu、米可白 | 風田、Teddy  | 易恩、郭源元、NONO、小鐘、ㄚ頭、王心恬、妞妞、Yumi                        |
| 蜀國 | 1        | 李李仁 | 張立東 | 瑪麗         | Evan、哈孝遠 | NONO、楊子儀、許蓁蓁、趙正平、Albee、熊熊、梁以辰、郭子乾、黃靖倫、張文綺 |
| 吳國 | 2        | 王少偉 | 鯰魚哥 | 花花         | 明           | 以綸、林彥君、吳俊諺、徐瑋吟、謝忻、辜莞允、吳采臻                        |

## 遊戲規則

### 城池攻城戰
三國的成員們透過遊戲爭奪城池，每個城池獲得的條件不一定相同，只要成功達成條件，即可獲得該城池。
（出現集數：第1-9期、第11期、第15期）

### 淘汰挑戰賽
為個人戰，遊戲開始前會抽取號碼球作為遊戲的挑戰順序，每個遊戲中第一位挑戰失敗的人將淘汰接受懲罰並搭乘魯蛇巴士，最終遊戲獲勝者有機會獲得大獎。

### 一般挑戰賽
為團體戰，達到指定條件的國家將有機會獲得獎品，輸家將有機會被懲罰。

### 收工挑戰賽
為個人戰，遊戲開始前會抽取號碼球作為遊戲的挑戰順序，每個遊戲中第一位挑戰成功的人將可以提早下班（但若下一輪有人抽到勾魂卡則必須繼續上班），最終遊戲落敗者將有機會被懲罰。

### 下班喜八樂
為個人戰/雙人戰，遊戲開始前會抽取號碼球並分成兩兩一組作為遊戲的挑戰順序，每個遊戲中第一組挑戰成功的隊伍將獲得機會挑戰擲骰子，擲出下班即可提早下班（但若擲出上班或是下一輪有人抽到勾魂卡則必須繼續上班），最終遊戲落敗者將有機會被懲罰。到后期加入推抄机。（骰到这个推到几张就获得现金X台币,一张为一百台币。）虽然不能收工不过能获得现金。

### 加薪喜八樂
為個人戰，每個遊戲中挑戰成功的人即可獲得擲骰子的機會，將有機會獲得加薪或是其他好禮，與下班喜八樂不同的是骰子六面有不同的字眼，亦會有機會懲罰。
（出現集數：第60期）

### 加薪VS減薪
為個人戰，每個遊戲中挑戰成功的人即可獲得加薪5%，但有挑戰的人挑戰失敗則獲得減薪2%的懲罰。（但最終以愚人節騙局收場）
（出現集數：第66期）

### 強棒VS廢咖
為團體戰，每個遊戲開始前會在巴士上用「剪刀、石頭、布」獲勝者可選擇「先攻」，「後攻」，若每個遊戲中某隊伍某組合優先挑戰成功後另隊伍必需整隊接受懲罰。
（出現集數：第80期）

### 獎金挑戰賽
為個人戰，在每個遊戲開始前需要預測誰會過關，可以猜別人亦可猜自己，猜中最多的人獲得100萬元。
（出現集數：第94期）

### 現金喜八樂
為雙人戰，遊戲開始前會抽取號碼球並分成兩兩一組作為遊戲的挑戰順序，每個遊戲中第一組挑戰成功的隊伍將獲得機會挑戰擲骰子，率先完成任務的組合即可有機會獲得獎金，與下班喜八樂不同的是骰子六面有不同的現金。

### XX（魔王）挑戰賽
是一個暫時沒有特定名稱的挑戰賽，一般會以當集守關者相關的主題作為名稱。
為個人戰/雙人戰/三人戰，每一關會以守關者為標準，比如說守關者為十秒過關、只要十秒前通關即可勝出。
（出現集數：第78期、第101期、第112期、第120期、第126期、第130期、第134期）

### 命運輪盤賽
為個人戰，成功闖關者可獲得勛章一枚, 如闖關失敗者出現，該關立馬結束，最後命中輪盤者勝出。
（出現集數：第124期、第137期）

### 骰子獎金挑戰賽
為個人戰，只要每一關挑戰成功者可獲得貼紙, 若某棒失敗此關立即結束，最終貼紙可兌換相等數量的骰子，骰出點數最高者可得到點數X1000元的獎金。
（出現集數：第140期）

### CP挑戰賽
為雙人戰，規則跟平常的收工賽是沒有太大差別，但是因賽制關係，不能更換搭擋。
（出現集數：第141期）

## 常見LUCKY卡
LUCKY卡有好和壞，好的話會有現金或者獎品，壞的會有COSPLAY、懲罰等等，下面是常見的LUCKY卡。（在早期關主會說明每張卡的功能，从第40集后為未知情況下猜測，有时候会透漏刚刚进入的卡）
- 現金1萬：為固定卡。抽到者可獲得現金1萬元。

- 現金5千：為固定卡。抽到者可獲得現金5千元。
- 關主卡：和當集關主交换位子（身份），不能繼續進行遊戲、提早下班，可是可以避终极惩罚。
- 加薪卡：抽到者將永久加薪，另外還分別有10%、5%、2%、1%和0%的加薪卡。（在早期統一為10%）
- 減薪卡：抽到者將永久減薪，另外還分別有10%、5%、2%、1%和0%的減薪卡。
- 勾魂卡：初登场为第20集作为lucky 卡，讓上一位提早下班的人（過關者）回到遊覽車，繼續上班進行遊戲。（組合戰時直接勾組合）（如果个人赛两个人下班，抽到勾魂卡的人可以选择其中一位让他继续游戏）
- COSPLAY卡不固定，依照每集主題更換。

## 粉絲見面會
| 時間                    | 地點                                   | 參與成員                                                                                          |
| ----------------------- | -------------------------------------- | ------------------------------------------------------------------------------------------------- |
| 2017年10月14日 下午3點  | 中和環球購物中心 (新北市 中和區)       | 納豆、王少偉、李易、張立東、瑪麗、鯰魚哥、SpeXial-風田、大根                                      |
| 2018年8月11日 下午2點半 | 台中中友百貨C棟1樓廣場 (臺中市 北區)   | 納豆、王少偉、李易、張立東、瑪麗、花花、鯰魚哥、SpeXial-風田、大根、哈孝遠                        |
| 2019年7月20日 下午2點半 | 夢時代1F幸福廣場 (高雄市 前鎮區)       | 納豆、王少偉、李易、張立東、瑪麗、花花、鯰魚哥、SpeXial-風田、SpeXial-Teddy、黃豪平、哈孝遠       |
| 2019年7月20日 下午6點半 | 南紡購物中心 5樓夢想舞台 (臺南市 東區) | 納豆、王少偉、李易、張立東、瑪麗、花花、鯰魚哥、SpeXial-風田、SpeXial-Teddy、黃豪平、哈孝遠       |
| 2020年10月11日 下午5點  | 中友百貨 AB棟中庭 (臺中市 北區)        | 納豆、王少偉、李易、張立東、瑪麗、花花、鯰魚哥、SpeXial-風田、SpeXial-Teddy、黃豪平、哈孝遠、威廉 |

## 主題曲
| 曲別    | 歌名              | 演唱者                                                                            | 作詞         | 作曲   | 備註        |
| 主題曲1 | 綜藝3國智原創音樂 | -                                                                                 | -            | 待定   | 第1集至64集 |
| 主題曲2 | 3國song           | 鯰魚哥、大根、納豆、王少偉、李易、張立東、花花、瑪麗、哈孝遠、Teddy、風田共同合唱 | 鯰魚哥、大根 | 鯰魚哥 | 第65集起    |

## 收視率
| 播映日期      | 平均收視率 | 同時段排名 | 備註           |
| ------------- | ---------- | ---------- | -------------- |
| 2022年5月7日  | 1          | 16         |                |
| 2022年5月14日 | 1.02       | 17         |                |
| 2022年5月21日 | 1.01       | 16         |                |
| 2022年5月29日 | 1.1        | 12         |                |
| 2022年6月4日  | 0.95       | 20         |                |
| 2022年6月11日 | 1.01       | 19         |                |
| 2022年6月18日 | 1.03       | 18         |                |
| 2022年6月25日 | 1          | 19         |                |
| 2022年7月2日  | *          | *          | 台視播出金曲獎 |
| 2022年7月9日  | 1.47       | 9          |                |
| 2022年7月16日 | 1.76       | 6          |                |
| 2022年7月23日 | 1.76       | 6          |                |
| 2022年7月30日 | 1.86       | 6          |                |

## 製作團隊
- 監製：楊秋蘭、李立國
- 製作人：陳秀雯
- 執行製作人：陳仲軒、林孟穎、劉佳雯
- 企劃：馬湘苓、鄭郁樺、蘇柏仁、紀鴻翔、陳柏宏
- 執行製作：林秩先、林昱成
- 執行助理：黃楷婷
- 行政：李麗玲
- 宣傳：邵薇燁、劉家育、陳靖波
- 視覺統籌：王盛泰
- 視覺設計：張立達、李達港
- 剪輯：鍾瑞華、黃致仁
- 音效：汎昇
- 後期製作：林智傑、林旅如、曾于挺
- 後製技術：何芳城、李明元
- 字幕：唐秋雯
- 成音：林長億、張仁豪、徐偉翔、鄭匡佑
- 攝影師：陳文田、陳力勤、張興霸、陳楙樺、謝敬維、曾堃哲、林柏仁、王聖宇、吳東柏
- 外景攝影：柏仁攝影器材工作室
- 美術指導：張從寬
- 特殊道具：葉輝龍、陳明坤
- 服裝：陰文瑜、劉美英
- 監製公司：台灣電視公司

## 播出時間

### 首播
| 頻道/平台                                        | 所在地                                                  | 播出日期                           | 播出時間 | 播出時間                            |
| ------------------------------------------------ | ------------------------------------------------------- | ---------------------------------- | -------- | ----------------------------------- |
| 台視                                             | 臺灣                                                    | 2016年11月12日起                   | 每週六   | 20:00 - 22:00                       |
| 綜藝3國智 YouTube頻道 （页面存档备份，存于）全球 | 臺灣                                                    | 周六                               | 每周一   | 00:00上架 （12/21起，改12:00上架）  |
| 高點電視台                                       | 臺灣                                                    | 2018年11月4日 （至2019年5月19日）  | 每週日   | 20:00 - 22:00                       |
| 八大綜合台                                       | 臺灣                                                    | 2018年11月11日 （至2019年5月26日） | 每週日   | 18:00 - 20:00                       |
| TVBS-Asia                                        | 香港 · 澳門 · 菲律賓 · 新加坡 · 马来西亚 · 印度尼西亞 · | 2017年2月11日起                    | 每週日   | 18:00（港澳星馬菲印） 21:00（澳紐） |

## 獎項
| 年份 | 獲提名    | 屆數         | 獎項               | 結果 |
| 2023 | 綜藝3國智 | 第58屆金鐘獎 | 最具人氣綜藝節目獎 | 入圍 |

## 外部連結
- 綜藝3國智的Facebook專頁
- 綜藝3國智的Instagram帳戶(舊官方帳戶)
- 綜藝3國智的Instagram帳戶(新官方帳戶)
- YouTube上的綜藝3國智 （页面存档备份，存于）

| 臺灣 台視 每週六 20:00 - 22:00         | 臺灣 台視 每週六 20:00 - 22:00              | 臺灣 台視 每週六 20:00 - 22:00 |
| -------------------------------------- | ------------------------------------------- | ------------------------------ |
|                                        | 綜藝3國智 （2016年11月12日－2022年9月24日） |                                |
| 奇幻島 （2016年5月7日－2016年11月5日） | 嗨！營業中 （2022年10月1日－2023年1月28日） |                                |